# Cuautitlán Izcalli
Cuautitlán Izcalli ist eine Stadt im mexikanischen Bundesstaat México und Sitz der Municipio Cuautitlán Izcalli. Sie ist Teil der Zona Metropolitana del Valle de México. Der Name der Stadt stammt aus der Sprache Náhuatl und bedeutet „Dein Haus unter den Bäumen“.

## Bevölkerungsentwicklung
| Jahr | Einwohnerzahl |
| ---- | ------------- |
| 1990 | 313.238       |
| 1995 | 401.119       |
| 2000 | 433.830       |
| 2005 | 477.872       |
| 2010 | 484.573       |
| 2015 | 522.500       |

## Geschichte
Die Gemeinde Cuautitlán Izcalli wurde in den 1970er Jahren gegründet und zum größten Teil aus Cuautitlán de Romero Rubio (heute einfach „Cuautitlán“) geschaffen. Ursprünglich als erste autarke Stadt in der Nachbarschaft von Mexiko-Stadt geplant, basierte der Entwurf der Stadt auf europäischen und amerikanischen Städten und umfasste eine Industrie-, eine Wohn- und mehrere Grünflächen. Nach dem Erdbeben in Mexiko-Stadt 1985 scheiterten die Pläne jedoch an einem großen Zustrom von Menschen, die nach Zonen wie Cuautitlán Izcalli suchten, in denen keine Erdbebengefahr bestand.
Heute arbeitet ein großer Teil der Einwohner der Gemeinde in nahe gelegenen Städten, Satellitenstädten und Mexiko-Stadt, was zu einer enormen Überlastung der einzigen verfügbaren Autobahn führt.

## Wirtschaft
Der US-amerikanische Autohersteller Ford betreibt ein Werk in der Stadt. Auch Bacardi hat in der Stadt eine Produktionsstätte.